# Impresszionizmus
Az impresszionizmus a 19. század utolsó harmadának legnagyobb hatású művészeti mozgalma volt. Az impresszionista stílus azonban nem volt olyan jellemző korstílus, mint a barokk vagy a reneszánsz, hiszen ezek a művészet minden ágára hatottak. Az impresszionizmus leginkább a festőművészet, a zene és az irodalom, kis mértékben a szobrászat stílusa.

## Az impresszionizmus a képzőművészetben

### Kialakulása

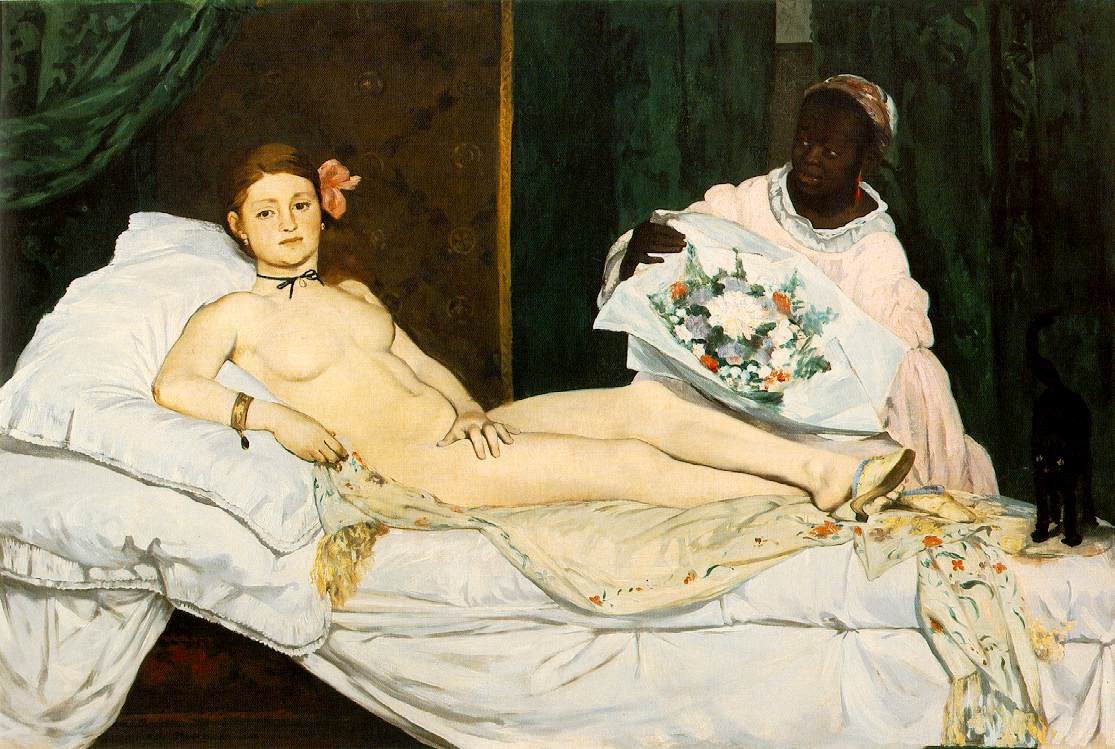
Édouard Manet: Olympia (1863)

Az impresszionizmus története egy nem impresszionista festő működésével kezdődik. Édouard Manet volt az, aki munkásságával, újszerű látásmódjával utat mutatott fiatalabb festőknek. Felfedezte, hogy a vizuális jeleknek megvan az önmagában megálló rendje. 1863-ban két, botrányt kiváltó képet is festett, a Reggeli a szabadban és az Olympia címűt. Mindkettő kiváltotta a kispolgári prüdéria dühét, szemérmetlenséggel vádolták, pedig mindkét kép egy-egy ismert festmény hatását mutatja. Inkább az volt az ellenérzés oka, hogy az elfogadott akadémistákkal ellentétben Manet a színekre épít, a térhatást a kromatikus elemekkel hangsúlyozza. Mindkét mű nagy feltűnést keltett az akkor induló impresszionista festők között, bár a művész akkor még nem vállalt közösséget velük. Sohasem dolgozott az impresszionizmus munkamódszerével, és szívesen használt feketét. Utolsó éveiben születtek azok a festmények, amelyek az impresszionizmus hatását mutatják.
Manet munkásságán túl megvolt még egy előfeltétele az új stílus kialakulásának: egy tehetséges művészekből álló festőcsoport megszületése. Tagjai péntekenként a párizsi Guerbois-kávéházban jöttek össze, itt volt többek között Manet, Monet, Pissarro, Degas, és a híres fényképész, Nadar. Ezek a művészek szinte mind elkötelezett hívei voltak a plein air törekvéseknek. A szabadban festés nem az ő gondolatuk volt, de az impresszionisták vitték végig a legnagyobb művészi eltökéltséggel. A 60-as évektől nem csak tájképeket festettek, hanem figurális plein air kompozíciókat is, szabadtéri jelenetekben ábrázolták a kortársak életét. Bár a plein air a természethez, a tájhoz kapcsolódott, a festők kezdték felfedezni a világvárossá alakuló Párizs varázsát is. Manet Zene a Tuileriák kertjében című képe volt a kezdőpont a várost bemutató festmények sorában.

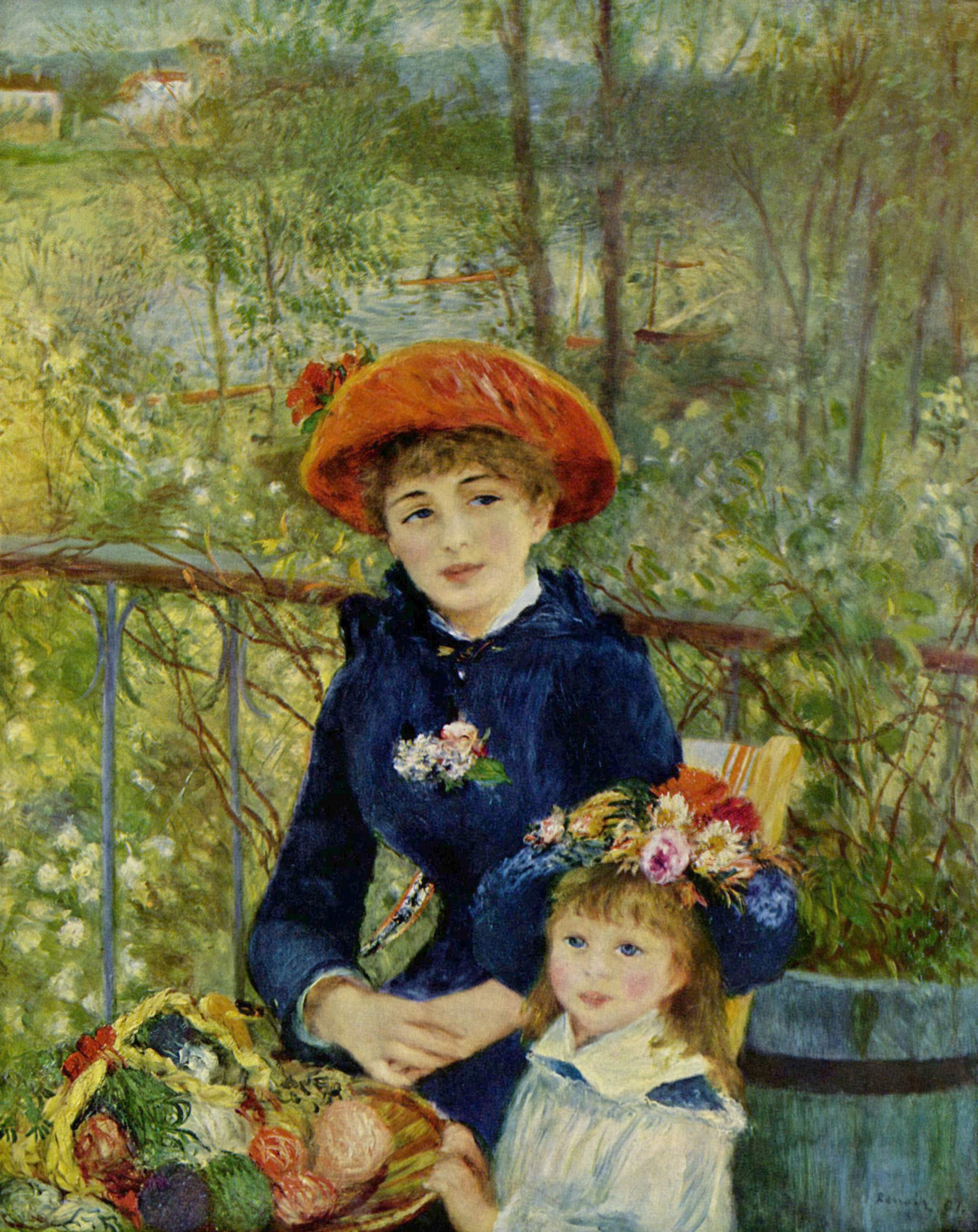
Renoir: A teraszon (1881)

1854-től jutottak el Franciaországba a japán metszetek, amelyek szintén nagy hatással voltak a fiatal művészekre, elsősorban az újszerű képszerkesztéssel. Gyorsította az impresszionizmus fejlődését a fényképészet fejlődése is. A pillanatfelvétel, az újszerű rögzítésmód foglalkoztatta őket.

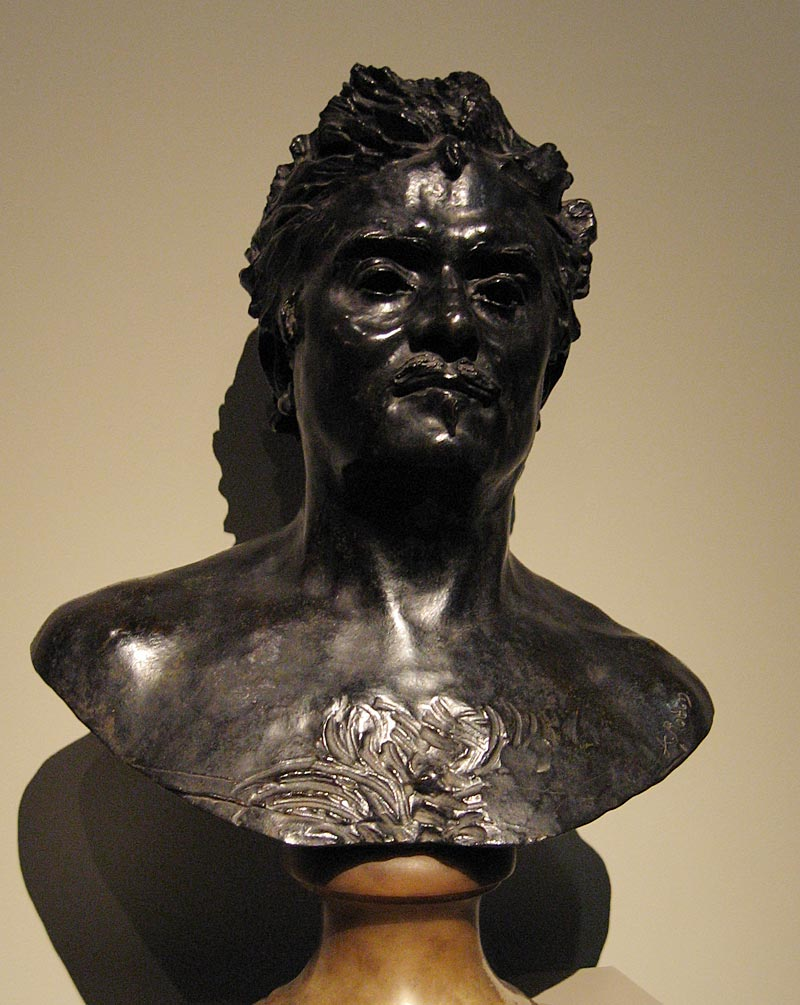
Auguste Rodin: Balzac mellszobra (1892)

Csoporttá szerveződésüket gyorsította, hogy a hivatalos Szalon nem adott lehetőséget a megmutatkozásra, márpedig egy művésznek létkérdés volt egy kiállításon való szereplés. Első kiállításuk 1874-ben volt, ahol bemutatták Monet Impresszió, a felkelő nap című képét. A csoport innen kapta a nevét. Az elsőnél is nagyobb vihart kavart az 1876-ban megrendezett második kiállítás, a közvélemény csak a 80-as évek második felétől kezdett megbékélni az impresszionistákkal, amikor már újabb csoportok megjelenése borzolta a kedélyeket. Nyolcadik, egyben utolsó kiállításuk 1886-ban volt.

### Jellemzői
Az impresszionizmus a modern művészet első jelentős forradalma volt, amely magát az érzéki benyomást, az impressziót rögzítette. Az impresszionisták elsősorban a fény festői voltak, az adott dolgokat úgy ábrázolták, ahogyan adott pillanatban látták, ez az élmény vezette az ecsetjüket. A fény felbontja a színeket, a levegő rezgése elmossa a szilárd körvonalakat, a felületen reflex-hatások vibrálnak. A kritika és a közönség gúnyolódása ellenére szilárdan kitartottak ezen elvek mellett.
Ebből a látásmódból következett a sajátos impresszionista festéstechnika: a vásznon apró, tiszta színfoltokat raktak egymás mellé, amelyek megfelelő távolságból nézve optikailag keverednek, és a szemlélőben kiváltják a megfelelő szín-benyomást. A feketét elhagyják, vagy a minimálisra csökkentik. A szobrászatban az impresszionizmus a felfokozott kifejező erőben, a felszín mozgalmas fény-árnyék játékában jelenik meg. Igazán impresszionista szobrásznak szinte csak Rodint tekinthetjük. Nála hiányzik a szilárd szerkezeti váz, a tulajdonképpeni szigorú kompozíció, gyakran rögzíti a mozgást, a hirtelen mozdulatot, a pillanatszerűt, a lebbenőt.
Monet vette át a japán fametszők kedvelt eljárását, az azonos motívum sorozatszerű feldolgozását, ez az eljárás az ő tevékenysége nyomán vált az impresszionista alkotó módszer prototípusává. Leghíresebb példája ennek a roueni katedrális homlokzatáról készített sorozata.

## Impresszionista művészek

### Festők
- Claude Monet (1840–1926)
- Édouard Manet (1832–1883)
- Edgar Degas (1834–1917)
- Pierre-Auguste Renoir (1841–1919)
- Camille Pissarro (1831–1903)
- Adolf von Menzel (1815–1905)
- Max Liebermann (1847–1935)
- Lovis Corinth (1858–1925)
- Max Slevogt (1868–1932)
- James Mac Neill Whistler (1834–1903)
- Hendrik Willem Mesdag (1831–1915)
- Frans Courtens (1854–1943)
- Antonín Slavíček (1870–1910)
- Nicolae Ion Grigorescu (1838–1907)
- Stefan Luchian (1868–1916)
- Alfred Sisley (1839–1899)
- Rippl-Rónai József (1861–1927)
- Szinyei Merse Pál (1845–1920)
- Mary Cassatt (1844–1926)

### Szobrászok
- Auguste Rodin (1840–1917)
- Medardo Rosso (1858–1928)
- Paolo Troubetzkoy (Pavel Petrovics Trubeckoj) (1866–1938)

## Impresszionizmus az irodalomban
Az impresszionizmus igazi irodalmi területe a líra és a leíró próza. Stíluseszközei között ott találhatóak a színes, varázslatos képek, a metafora, a szinesztézia, amely a megszemélyesítést és a különböző érzéki benyomásokat olvasztja össze. Szívesen él zenei hatásokkal, hangutánzó szavak használatával, formai és rímelési bravúrokkal. A színek, árnyalatok, képzetek használatában az impresszionista festészet hatását vehetjük észre.
A költők, írók a lényegből a jelenséget emelik ki, mert hitük szerint, ha a jelenséget a megfelelő pillanatban ragadják meg, a valóság lényegi sajátosságáig jutnak el. Ezért költészetük állandó kísérletezés a pillanat megragadása érdekében. A közlés alapja egy emlékező magatartás, a hangulat, a benyomás, a cselekvés emlékképként idéződik fel.
A legtöbb művész, akit az impresszionisták közé sorolnak, művészetébe a kor más irányzatait is beleépítette, így kizárólagosan impresszionista szerző nincs. Mivel az impresszionizmus Franciaországból indult, ott van a legtöbb képviselője mind lírában, mind epikában.

### Jelentős impresszionista szerzők
- Paul Verlaine (1844-1896)
- Arthur Rimbaud (1854-1891)
- Oscar Wilde (1854-1900)
- Marcel Proust (1871-1922)
- Rainer Maria Rilke (1875-1926)

## Impresszionizmus a zenében
Az impresszionista zene tárgyát zenén kívüli forrásokból meríti, de pillanatnyi benyomásokat rögzít. Természeti képeket, jelenségeket foglal zenébe: felhők gomolygását, a víz és a szél játékát, mediterrán tájak ragyogását (például Debussy: Tenger). Az új zenei hangzásra való törekvést rendkívül jól kifejezi az egészhangúság, amely a századforduló zenéjének és vele a tonalitás felbomlásának dallamban és harmóniában egyaránt megnyilvánuló stílusjegye. Az egész hangú skálán az oktávot hat egyenlő nagyszekundra osztja, így a dúr-moll hangnemű érzetet megszünteti. A hangsor nyugtalanságot hordoz, és a lezáratlanság érzetét kelti.

### Jelentős zeneszerzők
- Claude Debussy (1862-1918)
- Richard Strauss (1864-1949)
- Albert Roussel (1869-1937)
- Alekszandr Nyikolajevics Szkrjabin (1872-1915)
- Maurice Ravel (1875-1937)
- Manuel de Falla, (1876-1946)
- Ottorino Respighi, (1879-1936)

## Az impresszionizmus Magyarországon

### Képzőművészek
- Ferenczy Károly (1862-1917)
- Csók István (1865-1961)
- Nagybányai művésztelep, Szolnoki művésztelep

### Írók, költők
- Krúdy Gyula (1878-1933)
- Babits Mihály (1883-1941)
- Juhász Gyula (1883 – 1937)
- Kosztolányi Dezső (1885 – 1936)
- Tóth Árpád (1886 -1928)
- Áprily Lajos (1887 -1967)